# Brusque, Santa Catarina
Brusque là một đô thị thuộc bang Santa Catarina, Brasil. Đô thị này có diện tích 283,445 km², dân số năm 2007 là 94962 người, mật độ 335 người/km².